# Thryophilus pleurostictus
La ratona rayada (Thryophilus pleurostictus) también conocida como chivirín barrado o cucarachero ventribarrado, es una especie de ave paseriforme de la familia Troglodytidae.
Es nativo de Costa Rica, El Salvador, Guatemala, Honduras, Nicaragua y México. Su hábitat natural son el bosque tropical y subtropical, manglares y matorrales.